# Vila Chã de Sá
Vila Chã de Sá é uma povoação portuguesa do Município de Viseu. localizando-se a cerca de 6 quilómetros da cidade de Viseu. Foi sede da extinta Freguesia de Vila Chã de Sá.
Em 2013, no âmbito da Lei n.º 11-A/2013, a Freguesia de Vila Chã de Sá foi extinta (agregada) tendo o seu território sido inserida na então criada União das Freguesias de Faíl e Vila Chã de Sá, de qual é sede.
Devido à proximidade é grande a evolução económico-social que se tem vindo a assistir nas últimas décadas nesta freguesia, em todos os parâmetros de desenvolvimento.

## População
| População da Freguesia de Vila Chã de Sá | População da Freguesia de Vila Chã de Sá | População da Freguesia de Vila Chã de Sá | População da Freguesia de Vila Chã de Sá | População da Freguesia de Vila Chã de Sá | População da Freguesia de Vila Chã de Sá | População da Freguesia de Vila Chã de Sá | População da Freguesia de Vila Chã de Sá | População da Freguesia de Vila Chã de Sá | População da Freguesia de Vila Chã de Sá | População da Freguesia de Vila Chã de Sá | População da Freguesia de Vila Chã de Sá | População da Freguesia de Vila Chã de Sá | População da Freguesia de Vila Chã de Sá | População da Freguesia de Vila Chã de Sá |
| ---------------------------------------- | ---------------------------------------- | ---------------------------------------- | ---------------------------------------- | ---------------------------------------- | ---------------------------------------- | ---------------------------------------- | ---------------------------------------- | ---------------------------------------- | ---------------------------------------- | ---------------------------------------- | ---------------------------------------- | ---------------------------------------- | ---------------------------------------- | ---------------------------------------- |
| 1864                                     | 1878                                     | 1890                                     | 1900                                     | 1911                                     | 1920                                     | 1930                                     | 1940                                     | 1950                                     | 1960                                     | 1970                                     | 1981                                     | 1991                                     | 2001                                     | 2011                                     |
| 721                                      | 837                                      | 822                                      | 869                                      | 972                                      | 904                                      | 1 110                                    | 1 159                                    | 1 117                                    | 1 148                                    | 1 104                                    | 1 374                                    | 1 578                                    | 1 798                                    | 2 009                                    |

## Agricultura
A freguesia possui muito terreno arável, mas a maior parte dos terrenos verdes está votada aos matos e bosques, muitas vezes ao abandono. No entanto, muitos dos terrenos ainda cultivados estão dedicados a hortícolas para consumo doméstico, como sejam o feijão e a batata. 
Durante o verão, muitos dos terrenos são usados no cultivo de milho para alimentação de criações aviárias ou de caráter doméstico.
É terra rica em castanheiros e carvalhos, sendo por isso a produção da castanha uma das atividades agrícolas mais produtivas, a par do azeite e do vinho de excelente qualidade.

## Atividades comerciais
Apesar de ser uma freguesia de reduzida dimensão e relativa proximidade com a cidade de Viseu, Vila Chã de Sá mantém uma atividade comercial ampla e saudável.
Destaca-se a restauração, com pelo menos 3 restaurantes, ao longo da estrada de acesso ao IP3, e cerca de 5 cafés/snack-bars ao longo da povoação. Além de actividades relacionadas com a restauração, Existem Espaços de Venda de Material eléctrico, Material para aproveitamento de energia solar, Aquecimentos Central, Canalização e Piscinas; espaços de venda de churrasqueias, e caravanas de viagem, stands de automóveis, indústrias de madeiras e de construção civil, um consultório dentista e de venda de estanteria para hotelaria, entre outros.
Um dos factos mais interessante é que Vila Chã de Sá possui três supermercados: um tradicional, um mais recente e desde 15 de dezembro de 2011 o Meu Super, uma superfície de média dimensão com produtos Continente e outros, a preços competidores com as grandes superfícies, mas perto de casa. Foi a 3ª loja desta rede a abrir a nível nacional.

## Festas e romarias
Nesta freguesia realizam-se diversas festas romeiras, ao longo de todo o ano. O padroeiro é São João Batista, mas regra geral a festa mais celebrada é em honra de São Sebastião, a 20 de janeiro.
Em agosto, usualmente, realiza-se a festa do povo, numa data móvel, e com duração média de 4 a 5 dias. Esta é uma das maiores festas população dos arredores da cidade de Viseu, e sempre uma das mais acorridas e com melhor cartaz. Realiza-se na Pedra D´Águia, localmente conhecida por Campo da Bola.

## Jogos Tradicionais
Praticam-se os tradicionais jogos da malha, das damas, sueca, dominó e cantilhos.

## Património
Tem como património histórico uma “elegante” Igreja Matriz (Igreja de São João Baptista), o cruzeiro de pedra, a capela de São Sebastião, a capela de São José, o Lugar do Castelo e o Quintal do Fidalgo, a Casa das sete portas, e desde 29 de Junho de 2007 o Museu da Antiguidade, também chamado de Eco-museu ou de Museu Etnográfico de Vila Chã de Sá.
Outros:
- Ponte romana na Laje do Pincho
- Penedo do Santo
- Capela de São Domingos
- Alguns cruzeiros e que significavam sacrifício de Jesus Cristo a caminho do calvário
- A Laje do Pincho onde estão desenhados os pés de pessoas poderosas, às quais se dava o nome de Moiros
- Chico Lopes da Guarda
- Várias alminhas que são pedras trabalhadas onde se fazia uma cruz e se escrevia a data de quando alguém morresse naquele local
- Moinhos de água
- Talegre (Vértice Geodésico)

## Cultura
- Ecomuseu de Vila Chã de Sá

## Desporto
Vila Chã de Sá é uma freguesia muito ativa no que toca a movimentos desportivos. A Associação de Socidariedade Social Recreativa e Desportiva desta freguesia promove e incentiva a prática dum ritmo de vida saudável, com a oferta dum espaço aberto interno para treinos, no polivalente da instituição, e através da Escola de Futebol, que funciona na Pedra D´Águia, por um preço simbólico de 10€/mês/criança. Esta equipa tem subido já a altos lugares da tabela classificativa, em especial nos escalões de formação, tendo jogado frequentemente com equipas como o Académico e o Lusitano.
Houve também em tempo movimentos de escutismo e montanhismo, hoje extintos, assim como equipas de futsal e andebol.